# TCAS
TCAS (do inglês Traffic Collision Avoidance System, que significa "Sistema Anticolisão de Tráfego") é um pequeno conjunto de equipamentos eletrônicos de bordo que constitui um sistema de segurança de voo. É incorporado às aeronaves com o objetivo de evitar colisões aéreas com outras aeronaves.
O TCAS funciona através da comunicação eletrônica entre todas as aeronaves que estejam equipadas com um transponder apropriado. Utiliza a frequência de 1030MHz para "interrogar" todos os transponders das aeronaves que estejam ao seu alcance. Os transponders dessas aeronaves então "respondem" a interrogação, utilizando a frequência de 1090MHz. Este ciclo de "perguntas e respostas" eletrônicas pode ocorrer diversas vezes por segundo.
Através dessa troca constante de dados, o computador interno do TCAS constrói um mapa tridimensional das aeronaves que se encontram no espaço aéreo circunvizinho e abastece esse espaço tridimensional com informações tais como localização, rumo, altitude e velocidade das demais aeronaves. Utilizando esses dados, o sistema então projeta a posição futura de todas as aeronaves, e assim determina os potenciais riscos de colisão.
É importante salientar que o TCAS (e suas variantes) interage apenas com aeronaves que possuam transponder e estejam com ele ligado (em operação).

## Uso do TCAS

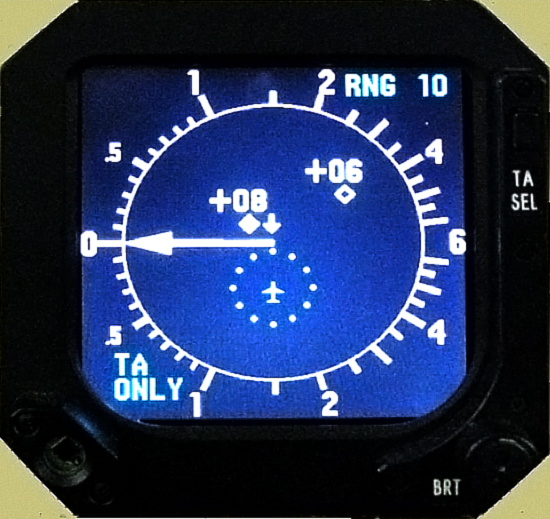
TCAS em operação. Note que o sistema detectou a presença de duas aeronaves, que são representadas pelos losangos (ícones em forma de diamante).

O uso do TCAS é obrigatório em todas as aeronaves de transporte aéreo comercial, e também naquelas com peso máximo de decolagem superior a 5700Kg ou que tenham mais de 19 assentos (independentemente de serem usadas para transporte comercial) e também em voos nas áreas controladas.
Quando a resposta do transponder de uma aeronave é recebida, a aeronave detectada passa a ser exibida em um display, no painel de instrumentos (imagem ao lado), e tanto a posição quanto o movimento relativo entre as aeronaves passam a ser avaliados. Quando a distância e/ou a trajetória relativa entre elas atinge um certo nível de risco, o sistema emite uma mensagem oral ("Traffic! Traffic!") aos pilotos. Se a situação evoluir para um grau de perigo de colisão, o sistema emite comandos orais e visuais, no painel da aeronave, indicando manobras evasivas a serem empregadas imediatamente pelo piloto em comando. Esse comando visual e oral é chamado de RA (Resolution Advisory ou Aviso de Resolução). Quando a aeronave "conflitante" também for equipada com o sistema TCAS, as manobras evasivas são coordenadas pelos equipamentos entre si, de modo que os RA's ou avisos de resolução sejam dados aos pilotos em direções divergentes.

### Exemplo de Uso
Na imagem, pode-se observar a presença de dois aviões situados à frente do atual avião: um encontra-se 800 pés mais alto (indicação "+08"), em trajetória de descida (pequena seta orientada para baixo), portanto em risco de colisão; o outro avião encontra-se mais à frente e 600 pés mais alto (indicação "+06"), em altitude constante (ausência de seta). O ícone em formato de losango (ou diamante) representa uma aeronave e fica "sólido" (preenchido) quando a aeronave está dentro da região de risco -- como é o caso da primeira -- e "vazio" (oco, não preenchido) quando a aeronave está fora da região de risco -- como é o caso da segunda aeronave.

## Tipos de TCAS

### TCAS I
O TCAS I é a primeira geração de tecnologia de eviatação de colisão. É um sistema mais barato e menos capaz que os modernos TCAS II. O TCAS I monitoriza a situação de tráfico ao redor da aeronave em um raio de 65 km e oferece informações de rumo e altitude de outras aeronaves.
Além disso, o sistema gera alertas de colisão na forma de TA (Traffic Advisory ou Aviso de Tráfego).
O TA alerta ao piloto que outra aeronave está próxima de sua vizinhança, emitindo um alerta sonoro de "traffic, traffic", mas não oferece nenhuma forma de correção. Cabe ao piloto e ao controle de tráfego decidir o que fazer. Quando a ameaça termina, o sistema anuncia "clear of conflict", ou livre de conflito.

### TCAS II
O TCAS II é a segunda geração desse tipo de instrumento e atualmente é usado na maioria da frota da aviação comercial.
O TCAS II oferece todos os benefícios do TCAS I, mas oferece ao piloto instruções orais para que o perigo seja evitado. Os avisos podem ser do tipo "corretivos" que sugerem ao piloto mudanças de altitude através de alertas do tipo "descend, descend" ou "climb, climb" (desça, desça ou suba, suba), ou preventivos que sugerem ações.
Outros alertas podem ser emitidos, entre eles "Monitor Vertical Speed", que sugere ao piloto que monitorize sua velocidade vertical.
O sistema TCAS II opera de forma sincronizada entre todos os aviões de uma mesma vizinhança. Se em um deles o TCAS II alerta o piloto a descer, em outra aeronave o sistema informa o comandante a subir, maximizando assim a separação entre duas aeronaves.

### TCAS III
O TCAS III é a próxima geração dos sistemas anticolisão, e atualmente encontra-se em fase de desenvolvimento. O sistema deverá permitir aos pilotos manobras horizontais, além das manobras verticais disponíveis nas duas classes atuais. O sistema poderá instruir o comandante a "virar à direita e subir", enquanto na outra aeronave que vem de frente, o alerta seria de "virar também a direita e descer", permitindo total separação entre os aviões: tanto vertical como horizontal.

## Alarmes Falsos
Apesar de os sistemas ocasionalmente dispararem alarmes falsos, os pilotos são instruídos a considerarem verdadeiras todas as mensagens do TCAS e imediatamente responderem aos RAs. Tanto a FAA como as autoridades de aviação dos países signatários da ICAO estabelecem que, em caso de conflito entre as mensagens do TCAS e as do controle de tráfego aéreo, devem ser seguidas as mensagens do TCAS.